# Diego Gómez de Fuensalida
Diego Gómez de Fuensalida o simplemente Diego de Fuensalida (c., 1371-1436), fue un noble y religioso castellano, cercano a la figura de Fernando de Antequera durante el Compromiso de Caspe y después al ser elegido soberano de la Corona de Aragón. Fue obispo de Zamora (1413-1424) y de Ávila (1424-1436).

## Biografía
Familiar del antipapa Benedicto XIII, estudió cánones en Aviñón, donde finalizó sus estudios en 1394; el mismo año obtuvo el bachiller en decretos y pasó a ostentar una canonjía en Cartagena. Fue abad de Santa María de Husillos, cerca de Palencia, y después en Valladolid.
Participó en la preparación del Compromiso de Caspe (1412). De hecho fue embajador de Fernando de Antequera en Aragón desde 1411, y junto con Alonso de Egea y otras personalidades intentó crear una opinión favorable a la candidatura castellana en la sucesión a la Corona de Aragón. Una vez escogido Fernando en Caspe, fue testigo de su coronación y se convirtió en una influyente personalidad de la corte, siendo capellán mayor del rey. En 1413 fue elegido obispo de Zamora y en 1415 fue elector en el concilio de Constanza por Castilla.
A la muerte de Fernando I, Gómez de Fuensalida estuvo presente en la coronación de Juan II de Castilla. En 1419 fue escogido oyente de la Audiencia Real. Se mantuvo partidario de este monarca frente a los infantes de Aragón, especialmente en 1420 en el fracasado intento de hacerse con la corona Enrique de Trastámara. En 1424 figura como miembro del Consejo Real, pero es más probable que fuera miembro del consejo privado del monarca castellano. También ese año es trasladado desde la sede de Zamora al obispado de Ávila, por petición expresa de Juan II. En 1425 aparece en un documento de cortes, por haber estado presente durante la toma de homenaje del príncipe de Asturias, Enrique de Castilla.
Señor de la mitad del término de Fuensalida, en su testamento pidió que se le enterrase en el corazón de la catedral de Ávila. Nombró a su sobrino García Barroso, hijo de Mencía, heredero universal de sus bienes, de la mitad de la propia villa toledana de Fuensalida y de las tierras que tenía en colación en San Juan y San Salvador de Toledo. Como condición, el heredero debía tomar el apellido y armas de Fuensalida.
Por otra parte, en la bibliografía antigua hasta el siglo XIX, el orden de sucesión de la diócesis es confuso y aparece citado como obispo en 1390, mucho antes de que fuera nombrado en 1424, con la fundación del monasterio de Santa María de la Mejorada. De hecho, Carramolino constató la dificultad de establecer entonces el orden de sucesión de la diócesis; el único autor que da una cronología más exacta es José María Quadrado, que lo sitúa entre 1425 y 1432. También se menciona la fundación de un monasterio agustino en Arenas de San Pedro, el de Nuestra Señora del Pilar, algo que sí coincide cronológicamente, ya que según el abad Tirón fue fundado en 1436.